# BIIK Kazygurt
El BIIK Kazygurt és un club femení de futbol de Ximkent que juga al Campionat del Kazakhstan, habitual a les primeres rondes de la Lliga de Campions. És el successor del Alma-KTZh d'Almaty, que es va traslladar a Ximkent al 2010. És el equip més llaureat del campionat amb nou títols.
El FC Barcelona s'ha enfrontat al BIIK en dues ocasions, totes dues als setzens de final. Encara que va eliminar-lo en totes dues vegades, no va aconseguir guanyar cap dels desplaçaments, i al 2018 va haver de remuntar una renda de dos gols.

## Històric

### Palmarès
- 18 Campionats del Kazakhstan
  - 2004, 2005, 2006, 2007, 2008, 2011, 2013, 2014, 2015, 2016, 2017, 2018, 2019, 2020, 2021, 2022, 2023, 2024
- 12 Copes del Kazakhstan
  - 2007, 2008, 2010, 2011, 2012, 2013, 2014, 2015, 2016, 2017, 2018, 2019

### Trajectòria
| Edició |               | 1ª Fase prèvia ¹ | 2ª Fase prèvia ¹ | Quarts de final | Semifinals | Final |
| ------ | ------------- | ---------------- | ---------------- | --------------- | ---------- | ----- |
| 04/05  |               | Slavia           | Energiya         |                 |            |       |
| 05/06  |               | NSA              | Valur            |                 |            |       |
| 06/07  |               | Rossiyanka       |                  |                 |            |       |
| 07/08  |               | Femina           | Bardolino        |                 |            |       |
| 08/09  |               | Clujana          | Bardolino        |                 |            |       |
| Edició | Fase prèvia ¹ | Setzens de final | Vuitens de final | Quarts de final | Semifinals | Final |
| 09/10  |               | Sparta           |                  |                 |            |       |
| 12/13  | NSA           | Røa              |                  |                 |            |       |
| 14/15  |               | Wolfsburg        |                  |                 |            |       |
| 15/16  |               | Barcelona        |                  |                 |            |       |
| 16/17  | Gintra        | Verona           | PSG              |                 |            |       |
| 17/18  | Sporting      | Glasgow          | Lyon             |                 |            |       |
| 17/18  | Elpides       | FC Barcelona     |                  |                 |            |       |

- ¹ Fase de grups. Equip classificat pillor possicionat en cas d'eliminació o equip eliminat millor possicionat en cas de classificació.

|                 | 2001 | 2002 | 2003 | 2004 | 2005 | 2006 | 2007 | 2008 | 2009 | 2010 | 2011 | 2012 | 2013 | 2014 | 2015 | 2016 | 2017 | 2018 | 2019 | 2020 | 2021 | 2022 |
| --------------- | ---- | ---- | ---- | ---- | ---- | ---- | ---- | ---- | ---- | ---- | ---- | ---- | ---- | ---- | ---- | ---- | ---- | ---- | ---- | ---- | ---- | ---- |
| Primera divisió |      |      |      | 1    | 1    | 1    | 1    | 1    | 3    | 2    | 1    | ?    | 1    | 1    | 1    | 1    | 1    | 1    | 1    | 1    | 1    |      |